# Volleybal Combinatie Amigos, Smash en Avanti 2020-2021
Questa voce raccoglie le informazioni riguardanti il Volleybal Combinatie Amigos, Smash en Avanti nelle competizioni ufficiali della stagione 2020-2021.

## Organigramma societario
Area direttiva
- Presidente: Stephan Haukes

Area tecnica
- Allenatore: Joost Joosten

## Rosa
| N° | Nome                      | Ruolo | Data di nascita   | Nazionalità sportiva |
| -- | ------------------------- | ----- | ----------------- | -------------------- |
| 1  | Zachary Palánkai-Omoshebi | P     | 11 dicembre 1998  | Inghilterra          |
| 2  | Ties Cornelissen          | S     | 29 gennaio 2002   | Paesi Bassi          |
| 3  | Dustin Bontrop            | L     | 5 febbraio 1996   | Paesi Bassi          |
| 4  | Teun Thijssen             | C     | 1998              | Paesi Bassi          |
| 5  | Imre Harnischmacher       | S     | 1995              | Paesi Bassi          |
| 6  | Daan Haanappel            | P     | 1998              | Paesi Bassi          |
| 7  | Koen van den Borden       | C     | 13 aprile 1995    | Paesi Bassi          |
| 8  | Mike van Cooten           | O     | 23 maggio 1999    | Paesi Bassi          |
| 9  | Duco Krook                | C     | 1996              | Paesi Bassi          |
| 10 | Joris Zwanenburg          | S     | 13 settembre 1995 | Paesi Bassi          |
| 12 | Tom van Steenis           | O     | 1º marzo 1996     | Paesi Bassi          |
| 13 | Pim Franken               | L     | 2000              | Paesi Bassi          |
| 16 | Mees Blom                 | S     | 5 settembre 1998  | Paesi Bassi          |
| 17 | Vasilīs Mandīlarīs        | S     | 15 febbraio 1996  | Grecia               |

## Statistiche

### Statistiche di squadra
| Competizione          | Punti | In casa | In casa | In casa | In trasferta | In trasferta | In trasferta | Totale | Totale | Totale |
| Competizione          | Punti | G       | V       | P       | G            | V            | P            | G      | V      | P      |
| --------------------- | ----- | ------- | ------- | ------- | ------------ | ------------ | ------------ | ------ | ------ | ------ |
| Eredivisie            | 9/20  | 9       | 5       | 4       | 10           | 3            | 7            | 19     | 8      | 11     |
| Coppa dei Paesi Bassi | -     | 1       | 0       | 1       | 0            | 0            | 0            | 1      | 0      | 1      |
| Totale                | -     | 10      | 5       | 5       | 10           | 3            | 7            | 20     | 8      | 12     |